# 戰爭綱要
以下大綱為對戰爭的概述與局部指引：
戰爭（通常指國家與非國家行為體進行的有組織且時常曠日持久的武裝衝突）爆發的主要特徵為極端暴力、會造成社會混亂與破壞經濟等等，可被理解為政治社區之間事實上的、有意的、廣泛的武裝衝突，因而也被定義為政治暴力、干預形式的一種。
作戰可以指各種戰爭或一般戰爭的共同特徵、活動。

## 戰爭類型
- 边界战争
- 冷戰
- 殖民戰爭
- 舉事
  - 獨立戰爭（英语：List of wars of independence）
  - 解放戰爭
  - 內戰
- 斷層線戰爭
- 軍事入侵
- 代理人戰爭
- 射程戰（英语：Range war）
- 宗教戰爭
- 未宣之戰
  - 維持治安（英语：Police action）
- 全面戰爭
- 有限戰爭
- 世界大戰

### 作戰
- 非對稱作戰
- 遠征戰
  - 遠征機動戰（英语：Expeditionary maneuver warfare）

#### 依照目標作戰
- 戰略防禦（英语：Strategic defence）
- 攻勢

#### 依照戰略作戰
- 消耗戰
  - 費邊戰爭
- 正規戰爭
- 經濟戰
  - 軍事封鎖
- 非正規戰爭（英语：Irregular warfare）
  - 游擊戰
    - 小規模戰爭（英语：Petty warfare）
    - 城市游擊戰（英语：Urban guerrilla warfare）
    - 游擊戰列表（英语：List of guerrilla movements）
- 聯合作戰
- 機動戰
- 網路中心戰
- 軍隊政治工作學
  - 心理戰
- 恐怖主義
  - 行動宣傳
  - 民族恐怖主義
  - 共產恐怖主義
  - 左翼恐怖主義（英语：Left-wing terrorism）
  - 右翼恐怖主義
  - 宗教恐怖主義（英语：Religious terrorism）
    - 基督教恐怖主義
    - 伊斯蘭恐怖主義
    - 猶太恐怖主義

  - 特殊利益恐怖主義（英语：Special interest terrorism）
    - 生態恐怖主義
    - 反墮胎暴力（英语：Anti-abortion violence）

  - 毒品恐怖主義（英语：Narcoterrorism）
- 非常規戰爭（英语：Unconventional warfare）

#### 依照地形作戰
- 陸戰
  - 極地戰（英语：Arctic warfare）
    - 滑雪部隊

  - 沙漠戰（英语：Desert warfare）
  - 林地戰（英语：Jungle warfare）
  - 山地戰
  - 塹壕戰
  - 地道戰
  - 城鎮戰
- 海戰
  - 兩棲戰
  - 濱海戰（英语：Littoral warfare）
- 空戰
  - 反空襲戰（英语：Anti-aircraft warfare）

#### 依照裝備或武器類型作戰
- 空戰
  - 反空襲戰（英语：Anti-aircraft warfare）
- 裝甲戰
  - 反坦克戰
- 生物戰
  - 昆蟲武器
- 正規戰爭
- 化學武器
- 電子作戰
- 混合戰爭
- 資訊戰
  - 網路戰
- 地雷戰
- 滑雪部隊
- 海戰
  - 潛艇戰
    - 反潛作戰
    - 強化潛艇戰（英语：Intensified submarine warfare）
    - 無限制潛艇戰

  - 反水面戰（英语：Anti-surface warfare）
  - 水面戰（英语：Surface warfare）
- 核戰
  - 輻射戰（英语：Radiological warfare）
- 太空作戰
- 氣象戰

#### 依照時代作戰
- 史前戰爭
- 古代戰爭（英语：Ancient warfare）
  - 古希臘戰爭
  - 阿茲特克戰爭（英语：Aztec warfare）
  - 凱爾特戰爭（英语：Celtic warfare）
  - 達契亞戰爭（英语：Dacian warfare）
  - 儀式戰爭（英语：Endemic warfare）
  - 蓋爾戰爭（英语：Gaelic warfare）
  - 哥德與破壞者戰爭（英语：Gothic and Vandal warfare）
  - 伊利里亞戰爭（英语：Illyrian warfare）
  - 瑪雅戰爭（英语：Maya warfare）
  - 羅馬戰爭（英语：Technological history of the Roman military）
  - 色雷斯戰爭（英语：Thracian warfare）
- 中世紀戰爭
  - 盎格魯-撒克遜戰爭（英语：Anglo-Saxon warfare）
- 近代戰爭（英语：Early modern warfare）
  - 拿破崙戰爭（英语：Napoleonic weaponry and warfare）
- 工業戰（英语：Industrial warfare）
- 現代戰爭

#### 其他
- 冠軍戰（英语：Champion warfare）
- 水下作戰（英语：Underwater warfare）

## 戰爭史

世上正在進行中的衝突地點（更新於2023年5月）
----
當年或之前發生超過一萬人以上死亡之重大戰爭
當年或之前造成1,000–9,999人死亡之戰爭
當年或之前造成100–999人死亡之小型戰事
造成百人以下死亡之小規模衝突與戰鬥
----

### 依照時代作戰
詳情請見：依照時代作戰

### 戰爭列表

#### 依照死亡人數劃分的戰爭
- 按死亡人數劃分的戰爭列表（英语：List of wars by death toll）

#### 依照日期劃分的戰爭
- 戰爭列表 (公元1000年以前)
- 戰爭列表 (1000—1499年)（英语：List of wars: 1000–1499）
- 戰爭列表 (1500年—1799年)
- 戰爭列表 (1800年—1899年)
- 戰爭列表 (1900年—1944年)
- 戰爭列表 (1945年—1989年)
- 戰爭列表 (1990年—2002年)
- 戰爭列表 (2003年至今)
- 進行中武裝衝突列表
- 按持續時間劃分的衝突列表（英语：List of conflicts by duration）

#### 依照地點發生的戰爭
- 北美洲戰爭列表（英语：List of conflicts in North America）
  - 美國戰爭列表
  - 加拿大戰爭列表（英语：List of conflicts in Canada）
- 中美洲戰爭列表（英语：List of conflicts in Central America）
- 南美洲戰爭列表（英语：List of conflicts in South America）
- 歐洲戰爭列表
- 亞洲戰爭列表
  - 涉及伊朗的戰爭列表（英语：List of wars involving Iran）
  - 中國戰爭列表
- 中東地區戰爭列表
  - 中東現代戰爭列表（英语：List of modern conflicts in the Middle East）
- 非洲戰爭列表（英语：List of conflicts in Africa）
  - 非洲之角戰爭（英语：Conflicts in the Horn of Africa）（東非）
  - 北非現代戰爭列表（英语：List of modern conflicts in North Africa）（馬格里布）
  - 非洲軍事史（英语：Military history of Africa）

#### 依照衝突類型劃分的戰爭
- 邊境衝突列表（英语：List of border wars）
- 內戰列表（英语：List of civil wars）
- 已凍結衝突列表（英语：Frozen conflict）
- 游擊戰列表（英语：History of guerrilla warfare#List of historical examples）
- 1945年以來之州際戰爭列表
- 入侵戰爭列表（英语：List of invasions）
- 橫跨多場戰鬥的軍事衝突列表
- 代理人戰爭列表（英语：List of proxy wars）
- 宗教戰爭列表（英语：Religious war#Timeline）
- 繼承人戰爭列表（英语：List of wars of succession）
- 民主國家之間的戰爭列表（英语：List of wars between democracies）
- 獨立戰爭列表（英语：List of wars of independence）
- 解放戰爭列表（英语：Wars of national liberation#Conflicts）
- 因外交違規而延長戰事的戰爭列表（英语：List of wars extended by diplomatic irregularity）
- 世界大戰列表

### 戰役
- 戰役列表
  - 戰役傷亡列表（英语：List of battles by casualties）
  - 作戰序列列表（英语：List of orders of battle）
- 圍攻列表（英语：List of sieges）

## 軍事理論
- 戰爭理論（英语：Military theory）
- 戰爭哲學
- 戰爭原則（英语：Principles of war）
- 戰爭循環（英语：Edward R. Dewey#The Foundation for the Study of Cycles）

### 軍事組織
- 指挥控制
- 教條
- 軍種
- 軍訓
- 軍事工程
- 軍事情報
- 後勤學
  - 軍需
  - 補給線
- 军衔
- 軍事技術與裝備列表
- 參謀部

#### 戰爭運作層面
- 閃電戰
- 縱深作戰
- 機動戰
  - 作戰機動組（英语：Operational manoeuvre group）

#### 軍事行動
- 軍事行動列表（英语：List of military operations）
- 軍事行動計劃（英语：Military operation plan）
- 非戰爭軍事行動（英语：Military operations other than war）

#### 軍事行動類型
以下會依照範圍來劃分軍事行動之類型：
- 戰區通常為大陸的大範圍之戰區，也代表國家對衝突的戰略承諾──比如巴巴羅薩計畫，其總體目標還包括軍事以外的領域，如經濟與政治影響。
- 行動（英语：Military campaign）為戰區的一部分，或者更加有限的地區與行動戰略承諾──比如不列顛戰役，他並不需要代表國家隊衝突的所有承諾，或軍事影響以外的廣泛目標。
- 戰役為行動的一部分，可作為具體的軍事、地理目標，及明確界定的部隊使用──比如加里波利战役，其在操作上為多武器戰役（他最初被稱為達達尼爾海峽登陸戰達達尼爾海峽戰役的一部份，該行動共有48萬協約國軍隊參加）。
- 交戰（英语：Engagement (military)）為透過不同單位的戰鬥來爭奪特定區域、目標的戰術性戰鬥事件──比如库尔斯克会战（德國方面稱為堡壘行動）就包括許多的單獨交戰（一部分被併入普洛霍羅夫卡戰役）。库尔斯克会战除了最初描述的德軍進攻行動（或者簡易進攻）之外，還包括蘇軍的兩個反攻行動：庫圖佐夫行動與別爾哥羅德-卡爾可夫攻勢。
- 打擊（英语：Military strike）為對指定目標（英语：Targeting (warfare)）進行單一攻擊。他通常是一系列交戰的其中一部份。通常打擊都會有一個明確的目標，比如使某設施無法使用（比如機場）、刺殺敵方統領、限制敵方部隊的供應等等。

### 軍事戰略
- 消耗戰
- 戰場空間（英语：Battlespace）
- 軍事詭計（英语：Military deception）
- 海軍戰略（英语：Naval strategy）
- 攻勢
- 戰略防禦（英语：Strategic defence）
- 戰略目標（英语：Strategic goal (military)）

#### 大戰略
- 圍堵政策
- 經濟戰
- 軍事學
- 戰爭哲學
- 戰略研究（英语：Strategic studies）
- 總體戰

#### 軍事戰術
- 空中格鬥
- 戰役
- 騎兵戰術（英语：Cavalry tactics）
- 衝鋒
- 平叛（英语：Counter-insurgency）
- 散兵坑
- 游擊戰
- 士氣
- 攻城戰
- 戰術目標（英语：Tactical objective）

## 戰爭政治
- 戰爭藉口為進行戰爭行為的理由。理論上來講，目前國際法只允許在三種情況下進行戰爭：出於自衛、根據共同防禦條約保衛盟友，或經聯合國批准。
- 宣戰
- 有條件投降
  - 投降為在戰時向敵方軍隊交出特定的部隊、城鎮或領土的協議。
  - 戰略性投降為避免最後一輪具有潰敗特徵的混戰而降，繼而讓勝利者無須歷經最後一場戰鬥就可獲得他們想要的目標。
  - 無條件投降，顧名思義，為完全無條件的投降。（當然國際法規定的東西除外）
- 勝利
  - 毀滅（英语：Debellatio）為戰爭導致交戰國（英语：Belligerent）的完全毀滅而結束。
  - 不留活口（英语：No quarter）為勝利者在被征服者酌情投降時拒絕他們繼續活著。對此國際法表示：「特別禁止......宣布不留對方活口」。
  - 皮洛士式勝利（慘勝）為勝利的代價相當高昂，這意味著下一場這樣的勝利最終可能將導致失敗。
- 戰爭投入（英语：War effort）
- 戰時經濟

### 戰爭哲學
戰爭哲學作品對戰爭的研究超越了典型的武器裝備與戰略問題，他研究了包括戰役的意義與病因、戰爭和人性的關係與戰爭倫理問題。
- 軍國主義者認為戰爭本質並非壞事，而且他可以成為社會的其中一個好處。
- 現實主義者的核心主張為對於諸如正義這樣的道德概念是否可以應用於處裡國際事務持懷疑態度。這些支持者認為道德概念不應被規定，也不應因此限制國家的行為。相反地，一個家應該把重點放在國家安全與自身利益上。其中現實主義的一個派系：描述性現實主義認為國家並不能採取道德行動；另一種派系：規定性現實主義則認為國家的動力來源因素為自身利益。違反正義戰爭原則的正義戰爭實際上構成了現實主義的一個派系。
- 革命與內戰：正義戰爭理論家指出，一場正義的戰爭必須存在正義的權威。在其被解釋為合法政府的範圍內，促使其只給革命與內戰留下很小的空間。在這種情況下，非法實體可以藉由符合正義戰爭理論其餘標準的原因而宣戰。如果「公正的權力」被廣泛解釋為「人民的意願」或類似的解釋，那就不是一個問題了。1949年的《日內瓦公約》第三條迴避了這個問題，他規定說如果內戰的一方為締約國（即國際社會承認的國家），衝突雙方「至少要受到『人道主義』規定之約束」。《日內瓦第三公約（英语：Third Geneva Convention）》第四條還明確規定，即使是被俘士兵「效忠於不被拘留國承認的政府與當局」，戰俘待遇也對雙方具有約束力。
- 結果主義者認為道德理論最常被概括为「目的決定手段」，他傾向支持正義戰爭理論（除非正義戰爭不使有利的手段成為必要，就會進一步要求其為了自衛而做出最壞的行動，並產生不良後果）。
- 和平主義者認為任何形式的戰爭在道德上都是不可接受的，或者從實際情況來看不值得付出代價的。並且，他們會對敵國的平民，甚至戰鬥人員（特別上剛應徵入伍的新兵）給予人道主義關懷。舉例來說，本·薩蒙（英语：Ben Salmon）就認為所有的戰爭都是不公正的，他在第一次世界大戰期間因逃兵與散博謠言被判處死刑（後來改判25年苦役）。[5]
- 正當防衛理論者堅持認為，基於理性的自我利益下，對違反互不侵犯原則的壓迫性國家使用報復性武力是合理的。此外，如果一個自由國家本身受到外國侵略，那麼從道義上來講，這個國家必須使用各種必要的手段來保衛自身與自己的國民。是以，採取任何手段來實現對敵人的迅速、徹底的勝利都是當務之急──這個觀點在客觀主義者中特別突出。[6]

### 戰爭法
- 戰爭法
- 戰爭罪
  - 戰爭罪行列表（英语：List of war crimes）

### 戰俘
- 監獄營地
  - 集中營
  - 拘禁營（英语：Internment camp）
  - 勞改營
  - 滅絕營
  - 戰俘營
- 越獄
  - 戰俘越獄列表（英语：List of prisoner-of-war escapes）
- 戰俘列表（英语：List of notable prisoners of war）
- 戰俘郵件（英语：Postage stamps and postal history of the Confederate States#Prisoner of war mail）
  - 郵政審查（英语：Postal censorship）

### 戰爭影響
- 傷亡
  - 傷亡人員
  - 傷亡事故分類
    - 陣亡
      - 病死

    - 任務中失蹤
    - 作戰負傷

  - 暗殺
- 種族滅絕列表（英语：List of genocides by death toll）

## 戰爭與文化
- - 戰爭影視特輯列表（英语：List of war films and TV specials）
  - 流行文化中的戰爭
    - 文藝中的特洛伊戰爭（英语：Trojan War in popular culture）
    - 流行文化中的第一次世界大戰（英语：World War I in popular culture）
    - 流行文化中的第二次世界大戰（英语：World War II in popular culture）
    - 流行文化中的韓戰（英语：Korean War in popular culture）
    - 流行文化中的蘇聯-阿富汗戰爭（英语：Soviet war in Afghanistan in popular culture）
    - 流行文化中的斯里蘭卡內戰（英语：Sri Lankan Civil War in popular culture）

  - 以戰爭為隱喻（英语：War as metaphor）

## 戰爭相關媒體

### 戰爭書刊
- 《孫子兵法》
- 《戰爭論》

### 戰爭影視
- 戰爭影視特輯列表（英语：List of war films and TV specials）──該列表將按電影與電視節目中所描述的戰爭列出，按部分將按照時間早晚列出。

## 對戰爭有影響的人
- 軍事作家列表（英语：List of military writers）

### 軍事技術發明者
- 墨子
- 阿基米德
- 魏伯陽
- 加利尼科斯
- 羅傑·培根
- 李奧納多·達文西
- 理查·格林
- 米哈伊尔·卡拉什尼科夫
- 阿爾伯特·愛因斯坦

### 古典時期名人
以下會按照其大致壽命而列出

#### 古埃及（英语：Military of ancient Egypt）
- 曼圖霍特普二世
- 拉美西斯二世
- 穆瓦塔里一世（赫梯）
- 克娄巴特拉七世 (希臘)

#### 古代近東
- 漢摩拉比
- 薩爾貢二世
- 尼布甲尼撒二世
- 居魯士二世
- 大流士一世
- 薛西斯一世

#### 古希臘
- 地米斯托克利
- 列奧尼達一世
- 大狄奧尼西奧斯
- 腓力二世
- 亞歷山大大帝
- 繼業者
- 皮洛士

#### 古印度
- 波羅斯
- 阿育王
- 旃陀羅笈多

#### 古中國與其敵人
- 孫武
- 廉頗
- 白起
- 李牧
- 秦始皇
  - 王縉
- 冒頓
- 霍去病
- 衛青
- 徵氏姐妹

#### 古羅馬與其敵人
- 米特里達梯六世
- 大西庇阿
- 漢尼拔
- 蓋烏斯·馬略
- 尤利烏斯·凱撒
- 維欽托利
- 阿米尼烏斯
- 布狄卡
- 德凱巴魯斯
- 圖拉真
- 奧勒良

#### 古典時代晚期
- 君士坦丁大帝
- 埃提烏斯
- 阿提拉
- 克洛維一世
- 沙普爾一世
- 霍斯勞一世
- 貝利撒留
- 巴赫拉姆六世
- 沙欣（英语：Shahin Vahmanzadegan）與沙赫爾巴拉茲
- 希拉克略
- 哈立德·本·瓦利德

### 後古典時期名人

#### 中世紀前期
- 查理曼
- 無骨者伊瓦爾
- 阿尔弗雷德大帝
- 克努特大帝
- 巴西爾二世
- 征服者威廉

#### 中世紀盛期
- 佛烈德利赫一世
- 英格蘭的亨利二世
- 理查一世
- 法蘭西的腓力二世
- 亞歷山大·涅夫斯基
- 熙德

#### 伊斯蘭黃金時代
- 塔里克·伊本·齊亞德
- 加茲尼的馬哈茂德
- 阿爾普·阿爾斯蘭
- 薩拉丁
- 拜巴爾一世

#### 中世紀印度
- 拉賈迪拉惹一世（英语：Rajadhiraja Chola）
- 普里色毗羅闍三世

#### 中世紀中國
- 李世民
- 安祿山
- 趙匡胤
- 耶律大石
- 朱元璋
- 鄭和

#### 中世紀東南亞
- 闍耶跋摩二世
- 加查·馬達
- 拉瑪鐵菩提一世
- 黎利

#### 蒙古征戰
- 成吉思汗
- 窩闊台
- 速不台
- 忽必烈
- 帖木兒

#### 百年戰爭
- 愛德華三世
- 英格蘭的亨利五世
- 法蘭西的查理七世
- 聖女貞德

### 近代名人

#### 日本戰國時代
- 織田信長
- 豐臣秀吉
- 德川家康
- 李舜臣 (朝鮮王朝)

#### 伊斯蘭帝國
- 鄂圖曼帝國的穆罕默德二世
- 蘇萊曼大帝
- 納迪爾沙
- 阿克巴

#### 殖民美洲
- 埃爾南·科爾特斯
- 夸烏特莫克
- 法蘭西斯科·皮薩羅
- 波瓦坦
- 龐蒂亞克
- 特庫姆塞
- 坐牛

#### 近代歐洲
- 古斯塔夫二世·阿道夫
- 奥利弗·克伦威尔
- 彼得大帝
- 普魯士的腓特烈一世
- 詹姆斯·沃爾夫
- 路易-約瑟夫·德·蒙卡爾姆

#### 中國滿清時期
- 吳三桂
- 康熙帝
- 鄭成功
- 鄭一嫂
- 洪秀全

#### 美國獨立戰爭
- 喬治·華盛頓
- 霍雷肖·蓋茨
- 班尼狄·阿諾
- 拉斐德侯爵
- 第一代康沃利斯侯爵查爾斯·康沃利斯

#### 拿破崙戰爭
- 霍雷肖·納爾遜
- 拿破崙一世
- 阿瑟·威爾斯利
- 米哈伊爾·伊拉里奧諾維奇·庫圖佐夫
- 格布哈德·萊貝雷希特·馮·布呂歇爾
- 安德鲁·杰克逊 (1812年戰爭)

### 現代名人

#### 美國南北戰爭
- 尤利西斯·格蘭特
- 石牆傑克森
- 羅伯特·李
- 喬治·B·麥克萊倫
- 威廉·特庫姆賽·薛曼

#### 第一次世界大戰
- 道格拉斯·黑格
- 費迪南·福煦
- 路易·弗朗謝·德斯佩雷
- 約翰·潘興
- 約瑟夫·霞飛
- 保羅·馮·興登堡
- 埃里希·魯登道夫
- 埃里希·馮·法金漢
- 奧古斯特·馮·馬肯森

#### 第二次世界大戰
以下將分別區分為政治領導人、戰地指揮官與其他有影響力的人。

##### 政治領導人
- 溫斯頓·邱吉爾
- 阿道夫·希特勒
- 貝尼托·墨索里尼
- 富蘭克林·德拉諾·羅斯福
- 蔣中正/蔣介石
- 約瑟夫·史達林
- 東條英機
- 哈里·S·杜鲁门

##### 指揮官
- 哈羅德·亞歷山大
- 奥马尔·布拉德利
- 朱德
- 德怀特·艾森豪威尔
- 夏爾·戴高樂
- 赫爾曼·戈林
- 海因里希·希姆萊
- 道格拉斯·麥克阿瑟
- 扬尼斯·梅塔克萨斯
- 伯納德·蒙哥馬利
- 喬治·巴頓
- 埃爾溫·隆美爾
- 杉山元
- 约瑟普·布罗兹·铁托
- 山本五十六
- 毛澤東
- 格奥尔基·朱可夫

##### 其他
- 理查·佐爾格（蘇聯間諜）
- 索菲亞·文博（英语：Sofia Vembo）（希臘歌手）

## 战争的避免与和平的实现
- 預防性外交
  - 冲突解决——促进和平结束冲突与报复的方法和过程
  - 衝突管理
- 和平进程——一系列旨在解决特定武装冲突的政治沟通与谈判、协议和行动
- 反战运动

## 另見

### 與戰爭一詞相關
- 軍事科技綱要（英语：Outline of military science and technology）
- 羅馬戰役史
- 運籌學
- 戰爭條款（英语：Articles of War）
- 被拘留平民（英语：Civilian Internee）
- 國防部
- 已解除武裝敵軍（英语：Disarmed Enemy Forces）
- 戰爭迷霧
- 《日內瓦公約》
- 非法戰鬥人員（英语：Illegal combatant）
- 義大利軍事拘留犯
- 戰神列表（英语：List of war deities）
- 軍事牧師（英语：Military Chaplain）
- 「武裝衝突中的法治」項目
- 美國戰鬥部隊法典（英语：The United States Military Code of Conduct）
- 《力量的效用（英语：War among the people）》
- 戰爭與環境法（英语：War and environmental law）
- 戰爭藝術家（英语：War artist）
- 以戰爭為隱喻（英语：War as metaphor）
- 戰爭債券
- 戰冠
- 戰爭新娘（英语：War bride）
- 戰時內閣
- 戰舟（英语：War canoe）
- 戰爭基金（英语：War chest）
- 戰爭首領（英语：War chief (disambiguation)）
- 戰爭兒童
- 戰爭漫畫
- 戰時合作社（英语：War commissar）
- 戰時共產主義
- 戰地記者
- 戰爭委員會（英语：Council of war）
- 戰爭罪
- 戰爭罪審判（英语：War crimes trials）
- 戰吼
- 戰舞
- 戰爭部門（英语：War Department）
- 防區撥號（英语：War dialing）
- 戰爭日記（英语：War diary）
- 戰爭唱片（英语：War discography）
- 戰鴿（英语：Doves as symbols）
- 戰時經濟
- 戰爭投入（英语：War effort）
- 戰象
- 戰時緊急電源（英语：War emergency power）
- 戰爭片
- 戰時財政（英语：War finance）
- 軍旗
- 戰爭學院
- 烈士陵園
- 戰鎚
- 鷹派
- 瓦爾語
- 戰爭機車（英语：War locomotive (disambiguation)）
- 戰爭紀念建築
- 戰爭紀念火車頭（英语：War memorial locomotive）
- 戰爭部
- 戰爭博物館
- 戰爭小說（英语：War novel）
- 戰爭彩繪（英语：War paint (disambiguation)）
- 戰爭攝影（英语：War photography）
- 戰豬
- 信鴿
- 戰爭詩人（英语：War poet）
- 戰爭暴利（英语：War profiteering）
- 戰爭時期的性暴力
- 戰爭公投（英语：War referendum）
- 戰爭賠償
- 戰爭儲備（英语：War reserve stock）
- 戰爭抵抗者（英语：War resister）
- 戰爭險（英语：War risk insurance）
- 戰毯（英语：War rugs）
- 戰沙（英语：War sand）
- 戰鐮
- 軍歌
- 戰爭研究（英语：War studies）
- 戰爭印花稅（英语：War tax stamp）
- 戰爭終止（英语：War termination）
- 戰爭旅遊
- 戰利品
- 戰車
- 戰區（英语：War zone (disambiguation)）

### 與進行中的戰爭相關
- 世界戰爭列表（依照日期、地區與類型劃分）
  - 按大陸或地區劃分的戰爭和衝突列表
    - 戰役列表（命令（英语：List of orders of battle））
    - 大屠殺列表

  - 恐怖事件列表（英语：List of terrorist incidents）
    - 活躍叛軍列表
    - 有控制領土的叛亂組織列表（英语：List of rebel groups that control territory）
    - 被認定的恐怖組織列表

  - 每年衝突次數列表（英语：List of number of conflicts per year）
    - 戰鬥傷亡列表（英语：Most lethal battles in world history）
- 非洲：
  - 非洲戰爭列表（英语：List of conflicts in Africa）（非洲軍事史（英语：Military history of Africa））
    - 北非現代戰爭列表（英语：List of modern conflicts in North Africa）（馬格里布）
    - 非洲之角戰爭（英语：Conflicts in the Horn of Africa）（東非）
- 美洲：
  - 北美洲戰爭列表（英语：List of conflicts in North America）
    - 美國戰爭列表

  - 中美洲戰爭列表（英语：List of conflicts in Central America）
  - 南美洲戰爭列表（英语：List of conflicts in South America）
- 亞洲：
  - 亞洲戰爭列表
  - 中東地區戰爭列表
    - 中東現代衝突列表（英语：List of conflicts in the Middle East）
- 歐洲：
  - 歐洲戰爭列表
    - 後冷戰時期的歐洲衝突
- 其他：
  - 因外交違規而延長戰事的戰爭列表（英语：List of wars extended by diplomatic irregularity）
  - 以持續時間命名的戰爭列表（英语：List of wars named for their duration）
  - 烏普薩拉衝突數據計劃（英语：Uppsala Conflict Data Program）
  - 失敗國家
- 世上正在發生衝突的戰爭（地圖）：
  - 進行中武裝衝突列表
  - 戰爭列表 (2003年至今)
    - 進行中的武裝衝突
    - 進行中的衝突之地圖

## 外部連結
- World History Database Listing of all wars
- Newspaper by Martin John Callanan translated into different languages listing all wars （页面存档备份，存于）
- Correlates of War Project
- Stanford Encyclopedia of Philosophy entry （页面存档备份，存于）
- Complex Emergency Database (CE-DAT) （页面存档备份，存于） – A database on the human impact of conflicts and other complex emergencies.
- World War I primary source collection
- International humanitarian law （页面存档备份，存于） – International Committee of the Red Cross website
- International humanitarian law database （页面存档备份，存于） – Treaties and States Parties
- Customary IHL Database （页面存档备份，存于）
- 维基导游上有關War zone safety的旅行指南